# Temperatura d'equilibri planetari
La temperatura d'equilibri planetari és una temperatura teòrica en la qual estaria un planeta quan es considera simplement com si es tractés d'un cos negre escalfat només per la seva estrella mare. En aquest model, la presència o absència d'una atmosfera (i per tant qualsevol efecte d'hivernacle) no es considera, i es tracta a la temperatura del cos negre teòric com si vingués d'una superfície idealitzada del planeta.
Altres autors utilitzen diferents noms per a aquest concepte, com la temperatura del planeta negre equivalent a un planeta, o la temperatura efectiva d'emissió de radiació del planeta. Conceptes similars s'inclouen la temperatura mitjana global, l'equilibri radiatiu global, i la temperatura mitjana global de l'aire en superfície, que inclou els efectes de l'escalfament global.

## Càlcul de la temperatura del semicòs negre
Si la radiació solar incident ("insolació") al planeta en la seva distància orbital del Sol és Io, la quantitat d'energia absorbida pel planeta dependrà de la seva albedo A i la seva àrea de secció transversal:
{\displaystyle {P}_{in}={I_{o}}\left(1-a\right)\pi {{R}_{p}}^{2}}
Tingueu en compte que l'albedo seria zero ({\displaystyle a=0}) per a un cos negre. Tanmateix, a la planetologia, s'obtenen resultats més útils per explicar una albedo planetària mesurada o suposada {\displaystyle a>0}.
L'energia infraroja irradiada pel planeta com a radiació tèrmica dependrà de la seva emissivitat i la seva superfície, d'acord amb l'equació de Stefan–Boltzmann:
{\displaystyle {P}_{out}=\epsilon \sigma A{T}^{4}}
on Pout és la potència radiada, {\displaystyle \epsilon } és l'emissivitat, σ la constant de Stefan-Boltzmann, A l'àrea de superfície, i T la temperatura absoluta. Per a un planeta esfèric, l'àrea superficial és {\displaystyle A=4\pi {{R}_{p}}^{2}}.
Normalment, l'emissivitat se suposa que és {\displaystyle \epsilon =1}, com seria el cas d'un cos negre que emet perfectament. Sovint, això suposa una bona hipòtesi, ja que les emissivitats de les superfícies naturals solen estar en el rang de 0,9 a 1, per exemple {\displaystyle \epsilon _{Terra(Planeta)}=0.96}.
La temperatura d'equilibri es calcula establint Pin=Pout. Per tant,
{\displaystyle {T}_{eq}={\left({\frac {I_{o}\left(1-a\right)}{4\sigma }}\right)}^{1/4}}

### Model teòric
Penseu en la possibilitat d'una estrella esfèrica i un planeta esfèric. L'estrella i el planeta es consideren cossos negres perfectes. El planeta té una albedo i només absorbeix una fracció de radiació, depenent de les seves característiques superficials. L'estrella emet radiació isòtropa d'acord amb la llei de Stefan-Boltzmann que recorre una distància igual a la distància orbital del planeta, D. El planeta absorbeix la radiació que no es reflecteix en l'albedo de la superfície i s'escalfa. Atès que el planeta també és un cos negre que emet radiacions segons la llei de Stefan-Boltzmann, emetrà radiacions i perdrà energia. L'equilibri tèrmic existeix quan la potència subministrada per l'estrella és igual a la potència emesa pel planeta. La temperatura a la qual es produeix aquest equilibri és la temperatura d'equilibri planetària i és igual a:
{\displaystyle {T}_{eq}={T}_{\bigodot }{\left(1-a\right)}^{1/4}{\sqrt {\frac {{R}_{\bigodot }}{2D}}}}
On {\displaystyle {T}_{\bigodot }} and {\displaystyle {{R}_{\bigodot }}}
La temperatura d'equilibri no és un límit superior ni inferior sobre les temperatures reals d'un planeta. A causa de l'efecte hivernacle, els planetes amb atmosferes tindran temperatures més altes que la temperatura d'equilibri. Per exemple, Venus té una temperatura d'equilibri d'uns 227 K, però una temperatura superficial de 740 K. La Lluna té una temperatura de cos negre de 271 K, però pot tenir temperatures de 373 K de dia i 100 K a la nit. Això es deu a la rotació relativament lenta de la Lluna en comparació amb la seva grandària, de manera que tota la superfície no s'escalfa de manera uniforme. Els cossos en òrbita també es poden escalfar mitjançant l'escalfament de marees, l'energia geotèrmica que és impulsada per la desintegració radioactiva en el nucli del planeta, o l'escalfament acrecional.

### Derivació detallada de la temperatura d'equilibri planetari
La potència absorbida pel planeta des de l'estrella és igual a la potència emesa pel planeta:
{\displaystyle {P}_{in}={P}_{out}}
L'entrada d'energia al planeta és igual a la irradiància solar (és a dir, la potència rebuda per unitat d'àrea) de l'estrella a la distància del planeta, Io, multiplicada per la fracció absorbida pel planeta (1 menys l'albedo), multiplicada per l'àrea del planeta il·luminada per l'estrella:
{\displaystyle {P}_{in}={I_{o}}\left(1-a\right)\pi {{R}_{p}}^{2}}
Io, la intensitat solar a la distància del planeta des del sol és igual a la lluminositat (és a dir, la potència total emesa) de l'estrella dividida per l'àrea de l'esfera que tota la radiació de l'estrella es troba a la distància del planeta. Això genera:la intensitat solar a la distància del planeta des del sol és igual a la lluminositat (és a dir, la potència total emesa) de l'estrella dividida per l'àrea de l'esfera que tota la radiació de l'estrella es troba a la distància del planeta. Això genera:
{\displaystyle {P}_{in}={L}_{\bigodot }\left(1-a\right)\left({\frac {\pi {{R}_{p}}^{2}}{4\pi {D}^{2}}}\right)}
Qualsevol potència entrant a un cos negre s'irradia en forma de calor d'acord amb la llei de Stefan–Boltzmann {\displaystyle P=\epsilon \sigma A{T}^{4}}.
(Normalment, s'espera que l'emissivitat {\displaystyle \epsilon } sigui molt propera a 1 i, per tant, sovint es deixa fora). Multiplicant per la zona, la potència emesa pel planeta és:
{\displaystyle {P}_{out}=\left(\epsilon \sigma {{T}_{eq}}^{4}\right)\left(4\pi {{R}_{p}}^{2}\right)}
La configuració d'aquests iguals:
{\displaystyle {T}_{eq}={\left({\frac {{L}_{\bigodot }\left(1-a\right)}{16\epsilon \sigma \pi {D}^{2}}}\right)}^{1/4}}
La lluminositat de l'estrella és igual a la constant de Stefan-Boltzmann, multiplicada per l'àrea de l'estrella, multiplicada per la quarta potència de la temperatura de l'estrella:
{\displaystyle {L}_{\bigodot }=\left(\sigma {{T}_{\bigodot }}^{4}\right)\left(4\pi {{R}_{\bigodot }}^{2}\right)}
Inserint això en l'equació anterior, es pot demostrar que:
{\displaystyle {T}_{eq}={T}_{\bigodot }{\left({\frac {\left(1-a\right)}{\epsilon }}\right)}^{1/4}{\sqrt {\frac {{R}_{\bigodot }}{2D}}}}
En assumir que l'emissivitat {\displaystyle \epsilon } és igual a 1, això reprodueix l'equació a la secció anterior. És interessant observar que la temperatura d'equilibri no depèn de la grandària del planeta, ja que tant la radiació entrant com la radiació sortint depenen de l'àrea del planeta.

## Càlcul per a planetes extrasolars
Per als planetes extrasolars la temperatura de l'estrella es pot calcular a partir del color de l'estrella mitjançant la llei de Planck. La temperatura calculada de l'estrella es pot utilitzar amb el diagrama Hertzsprung–Russell per determinar la magnitud absoluta de l'estrella, que després es pot utilitzar amb dades observacionals per determinar la distància a l'estrella i finalment la mida de l'estrella. Les simulacions orbitals s'utilitzen per determinar quins paràmetres orbitals (inclosa la distància orbital) produeixen les observacions observades pels astrònoms. Els astrònoms empren una albedo hipotètica i després poden estimar la temperatura d'equilibri.